# International Search And Rescue Advisory Group
L’International Search and Rescue Advisory Group (Groupe consultatif international en recherche et sauvetage-déblaiement) est un réseau d’États et d’organisations ayant pour mandat de renforcer « l’efficacité et la coordination des opérations de recherche et de sauvetage en milieu urbain ». Le secrétariat de ce groupe est assuré par la section d’appui à la coordination  sur le terrain du service des interventions d’urgence du bureau de la coordination des affaires humanitaires.

## Historique
À la suite du séisme de 1985 à Mexico, Joe Bishop fait le constat que « L’approche de l’aide internationale en matière de sauvetage-déblaiement est chaotique et désorganisée, sans gestion des différents chantiers. Des équipes d’intervention fouillent à plusieurs reprises les mêmes bâtiments sans savoir que d’autres secouristes l’ont déjà fait. Les outils sont inadaptés, les méthodes de recherche et de sauvetage sont inappropriées et disparates, au détriment des victimes elles-mêmes ». Ce rapport déclenche la création de l’Insarag en 1991.
En 2002, l’Assemblée générale des Nations unies adopte sa résolution 57/150 sur le renforcement de l’efficacité et de la coordination des opérations de recherche et de sauvetage en milieu urbain par laquelle, notamment, elle « encourage les efforts visant à renforcer le Groupe consultatif international de la recherche et du sauvetage ainsi que ses groupes régionaux, particulièrement grâce à la participation à ses activités de représentants d’un plus grand nombre de pays ».

## Organisation
La politique de l’Insarag est définie par un groupe directeur composé de représentants des trois groupes régionaux (Afrique – Europe – Moyen-Orient, Amérique, Asie – Pacifique), des présidents des groupes de travail ad hoc, de la Fédération internationale des Sociétés de la Croix-Rouge et du Croissant-Rouge (FICR) et de son secrétariat. Ce dernier est assuré par la section d’appui à la coordination sur le terrain du service des interventions d’urgence du bureau de la coordination des affaires humanitaires.

## Classification Insarag
En 2005 a été mis en place le système de classification externe Insarag permettant de certifier, pour 5 ans, que les unités de recherche et sauvetage en milieu urbain appliquent bien les meilleures pratiques.
Les standards Insarag distinguent trois types d’unités :
- équipes légères (Light urban search & rescue Team, LUSAR), composées d’au moins 17 personnes, pouvant traiter un chantier 12 heures par jour pendant 5 jours ;
- équipes médium (Medium urban search & rescue Team, MUSAR), composées d’au moins 40 personnes, pouvant traiter un chantier en continu pendant 7 jours ;
- équipes lourdes (Heavy urban search & rescue Team, HUSAR), composées d’au moins 59 personnes, pouvant traiter deux chantiers simultanément pendant 10 jours.

Chacune de ces unités doit comporter des personnels chargés de son commandement, de la recherche & sauvetage, de la santé et de la logistique.
Les unités d’instruction et d’intervention de la sécurité civile française n°1 et n°7, requalifiées en 2019, déploient des équipes HUSAR composées de 67 personnels : 
| Fonction                     | Composition |
| ---------------------------- | --- |
| Commandement et transmission | Un chef de détachement, un adjoint au chef de détachement, un officier planification, deux sous-officiers administration transmissions, deux officiers de liaison et leur adjoint.                                                         |
| Logistique                   | Un officier logistique, un responsable base de vie, un cuisinier, un chef mécanicien, un mécanicien, un responsable matériel avec son adjoint et un équipier, un responsable de l’analyse de l’eau, un responsable de la production d’eau. |
| Santé                        | Un médecin-chef, deux médecins, quatre infirmiers, deux assistants sanitaires. |
| Recherche & sauvetage        | Deux chef de section ; un chef d’équipe NRBC et son équipier ; un chef d’équipe cynotechnique et trois maîtres-chiens ; quatre unités de sauvetage-déblaiement (USD) composées d’un chef, d’un adjoint et six équipiers.                   |

En 2022, 56 équipes moyennes ou lourdes sont disponibles,.
| Classe | Asie – Europe – Moyen-Orient | Amériques | Asie – Pacifique |
| ------ | ---------------------------- | --------- | ---------------- |
| Médium | 17                           | 2         | 9                |
| Lourde | 24                           | 2         | 2                |

Le premier évènement majeur ayant amené l’intervention d’unités certifiées Insarag fut le tremblement de terre en Haïti en 2010.  Le séisme de 2018 à Célèbes fut aussi l’occasion pour des organisations certifiées — telles que Pompiers de l’urgence internationale — d’intervenir.